# Helicia archboldiana
Helicia archboldiana är en tvåhjärtbladig växtart som beskrevs av Herman Otto Sleumer. Helicia archboldiana ingår i släktet Helicia och familjen Proteaceae. Inga underarter finns listade i Catalogue of Life.